# Lower Chittering
Lower Chittering är en ort i Australien. Den ligger i kommunen Chittering och delstaten Western Australia, omkring 48 kilometer nordost om delstatshuvudstaden Perth. Antalet invånare är 1 396.
Runt Lower Chittering är det ganska tätbefolkat, med 75 invånare per kvadratkilometer.. Närmaste större samhälle är Bullsbrook, omkring 15 kilometer sydväst om Lower Chittering. 
I omgivningarna runt Lower Chittering växer huvudsakligen savannskog. Genomsnittlig årsnederbörd är 763 millimeter. Den regnigaste månaden är juli, med i genomsnitt 131 mm nederbörd, och den torraste är december, med 14 mm nederbörd.